# Stefan Kreutz
Stefan Kreutz (ur. 6 czerwca 1883 we Lwowie, zm. 30 marca 1941 w Krakowie) – polski mineralog.
Był synem mineraloga Feliksa Kreutza. Studiował w Krakowie i Wiedniu. W 1918 wybrano go członkiem korespondentem Akademii Umiejętności; potem uzyskał godność członka czynnego. Od 1919 był profesorem Uniwersytetu Jagiellońskiego, dyrektorem Zakładu Mineralogii, a w roku akademickim 1928/29 – dziekanem Wydziału Filozoficznego UJ.
Wspólnie z matematykiem Stanisławem Zarembą podał nową metodę wyprowadzenia istnienia 32 klas krystalograficznych. Zagadnienie to rozwiązali przed nim już między innymi Johann Hessel, Auguste Bravais i Georg Wulff, jednak metoda Kreutza i Zaremby jest ceniona za matematyczną ścisłość.